# Велька Вес-над-Іпеллю
Велька Вес-над-Іпеллю (словац. Veľká Ves nad Ipľom) — село, громада округу Вельки Кртіш, Банськобистрицький край, центральна Словаччина, регіон Гонт. Кадастрова площа громади — 9,21 км².
Населення 406 осіб (станом на 31 грудня 2017 року).

## Історія
Велька Вес-над-Іпеллю вперше згадується в 1252 році.

## Населення
| Рік:            | 1994. | 2004.   | 2014.   | 2024.   |
| --------------- | ----- | ------- | ------- | ------- |
| Кількість осіб: | 405   | 423     | 402     | 433     |
| Різниця:        |       | +4,44 % | -4,96 % | +7,71 % |

| Рік:            | 2023. | 2024.   |
| --------------- | ----- | ------- |
| Кількість осіб: | 435   | 433     |
| Різниця:        |       | -0,45 % |